# Horní Světlé Hory
Horní Světlé Hory (německy Oberlichtbuchet) jsou katastrální území a zaniklá osada v okrese Prachatice, 4 km západně od obce Strážný u hranic s Německem. Nacházejí se v nadmořské výšce 950 m, nad údolím potoka Valná (Wolfaubach), na jižních svazích hory tříkilometrového Skalnatého hřbetu (1078 m).

## Historie
Nejstarší zmínka o osadě pochází z roku 1760. Prvními osadníky byli dřevorubci, pro které nechal kníže Schwarzenberg postavit sroubené domky. Název obce byl odvozen od zdejších listnatých, převážně bukových lesů. V roce 1910 zde stálo 70 domů, v nichž žilo 467 obyvatel (465 německé národnosti). Stávala zde škola a tři zděné kapličky.

## Současnost
Po vzniku hraničního pásma byly Horní Světlé Hory, stejně jako sousední Stodůlky a Dolní Světlé Hory, srovnány se zemí. Osadu v současnosti připomínají pouze bývalé pastviny, kamenné zídky a torza budov.

## Pamětihodnosti
- Zřícenina hradu Kunžvart
- Přírodní památka Žďárecká slať